# Jan Kopečný
Jan Kopečný (* 9. srpna 1989 České Budějovice) je český herec, zpěvák, skladatel a textař.

## Životopis
V roce 2006 se zúčastnil třetí série soutěže Česko hledá SuperStar, kde se dostal mezi dvacítku nejlepších. Po gymnáziu šel studovat Vysokou školu ekonomickou, ale studium nedokončil. Byl členem českobudějovického orchestru Metroklub Big Band. Ztvárnil řadu muzikálových rolí. V roce 2017 soutěžil ve čtvrté řadě televizního pořadu Tvoje tvář má známý hlas. Od roku 2018 působí v kapele BOTOX jako jeden ze dvou frontmanů. Byl hostem i v několika pořadech – Máme rádi Česko, Show Jana Krause, Všechnopárty a také společně se svou kapelou v pořadech Snídaně s Novou, Sama doma a Nový den na CNN Prima News.

## Divadelní role, výběr
- 2008 – 2011 muzikál Romeo a Julie – Role Romea. Ztvárnil v hudební podobě Zdeněk Barták a v režijním podání David Cody
- 2011 muzikál Jedna noc na Karlštejně. (hudba Zdeněk Barták, texty Petr Markov a hudební režie Daniel Barták)
- 2012 – 2013 – Muzikál Janka Ledeckého Hamlet – The Rock Opera, Role Rosenkranze. (režie: Robert Johanson, námět, libreto a hudba: Janek Ledecký) – Divadlo Broadway
- 2012 – 2013 – Muzikál Zdeňka Bartáka a Petra Markova Casanova, hlavní role Girolamo Casanova
- 2012 – v Pražském divadle Kalich, muzikál Tajemství, jedna z hlavních rolí Jan (autor: Daniel Landa, režie: Mirjam Landa)
- 2012 – muzikál Klíč Králů Daniela Landy, role Čarodějova učně E. Tento muzikál byl uváděn v Divadle Broadway
- 2013 Jonathan Larson: muzikál Rent, Benjamin „Benny“ Coffin III. (v alternaci s Milanem Malinovskym), Divadlo Na Prádle, režie Steve Josephson
- 2014 Catherine Johnson, Benny Andersson, Björn Ulvaeus, Stig Andreson: Mamma Mia!, Sky (v alternaci s Tomášem Smičkou, Davidem Gránským a Michaelem Foretem), Kongresové centrum Praha, režie Antonín Procházka
- 2014 Jan Pixa, Alena Pixová, Zdeněk Barták, Kristýna Pixová, Ondřej Suchý: Sněhová královna, Kai (v alternaci s Davidem Gránským), Divadlo Hybernia, režie Lumír Olšovský
- 2014 Zdeněk Zelenka, Bohouš Josef, Boris Pralovszký: Adam a Eva, Čert Humus (v alternaci s Josefem Vágnerem), Divadlo Broadway, režie Zdeněk Zelenka
- 2015 Michal David, Lou Fanánek Hagen, Libor Vaculík: Tři mušketýři, D'Artagnan (v alternaci s Tomášem Berounem), Divadlo Broadway, režie Libor Vaculík
- 2015 Pavel Bár, Lumír Olšovský, Radim Smetana, Michael Prostějovský: Přízrak Londýna, Sean (v alternaci s Ondřejem Báborem), Divadlo Hybernia, režie Lumír Olšovský
- 2015 Sagvan Tofi, Michal David, František Janeček: Děti ráje, Mickey (v alternaci s Ladislavem Korbelem), Bobycentrum, režie Radek Balaš
- 2016 Michal David, Lou Fanánek Hagen: Angelika, Nicolas (v alternaci s Josefem Vágnerem), Divadlo Broadway, režie Libor Vaculík
- 2017 Sagvan Tofi: muzikál s písněmi Karla Gotta Čas růží, Honza (v alternaci s Romanem Tomešem), Hudební divadlo Karlín, režie Petr Novotný
- 2018 Michal David, Lou Fanánek Hagen, Richard Genzer, Michal Suchánek, Libor Vaculík: Muž se železnou maskou, král Ludvík/Filip (v alternaci s Davidem Gránským a Vojtěchem Drahokoupilem), Divadlo Broadway, režie Libor Vaculík
- 2019 muzikál Josef a jeho úžasný pestrobarevný plášť – Role Faraon. (libreto: Tim Rice, hudba: Andrew Lloyd Webber) – DJKT, Plzeň
- 2020 muzikál Kat Mydlář – Role Jan Jessenius ml.. (hudba: Michal David, režie Libor Vaculík) – Divadlo Broadway, Praha
- 2020 muzikál We will rock you – Hlavní role Galileo Figaro. (hudba: QUEEN, Režie – Petr Novotný, Kateřina Dušková) – Tour ČR
- 2021 muzikál s písněmi Waldemara Matušky Láska nebeská – Role Hynek. (Oldřich Lichtenberg, Michal David, Režie – Zdeněk Zelenka)
- 2022 muzikál podle filmu Zdeňka Trošky a Petra Markova z roku 1983 Slunce, seno, jahody – Role Václav (Hudbu, texty písní i muzikálové libreto vytvořil Ondřej G. Brzobohatý), Hudební divadlo Karlín

## Filmografie
| Rok  | Název                                                | Role                                   | Poznámky                                                                             |
| ---- | ---------------------------------------------------- | -------------------------------------- | ------------------------------------------------------------------------------------ |
| 2006 | Česko hledá SuperStar                                | on sám                                 | televizní pořad, semifinalista                                                       |
| 2017 | Tvoje tvář má známý hlas                             | on sám                                 | televizní pořad, soutěžící ve čtvrté sérii pořadu                                    |
| 2018 | Barrandovský Silvestr                                |                                        | zábavný pořad k oslavě nadcházejícího nového roku                                    |
| 2019 | Pocta Karlu Svobodovi 80                             |                                        | exkluzivní koncert k nedožitým 80. narozeninám hitmakera Karla Svobody na TV Prima   |
| 2019 | Česká Miss                                           |                                        | národní soutěž krásy na TV Prima pořádaná od roku 2005                               |
| 2019 | Pouť – Rozjetý devadesátky                           | Drákula – Daniel Hůlka                 | seriál na Streamu                                                                    |
| 2019 | Lví král / The Lion King                             | Donald Glover (Simba)                  | dabing – americký CGI hudební dobrodružný film                                       |
| 2020 | Ordinace v růžové zahradě 2                          | partner Lucie Borhyové                 | český televizní seriál vysílaný v letech 2005–2021                                   |
| 2021 | Barrandovský Silvestr 2021 – Křížem krážem muzikálem | různé muzikálové role                  | zábavný hudební pořad s populárními muzikálovými písněmi                             |
| 2022 | Zoo                                                  | Kamil Ovčík – expartner Viky Janečkové | český rodinný, komediální a vztahový televizní seriál z prostředí zoologické zahrady |